# Shaun Creighton
Shaun Creighton, född 14 maj 1967, är en australisk friidrottare. Han deltog vid olympiska sommarspelen 1996 och olympiska sommarspelen 2000.